# 弱海蜥魚
弱海蜥魚（学名：Halosaurus attenuatus）为條鰭魚綱背棘魚目海蜥魚科海蜥魚屬下的一个种，分布於東大西洋幾內亞灣、東太平洋加拉巴哥群島外海海域，深度2300至2500公尺，该物种的体长可达40至50公分，棲息在大陸坡深海區，生活習性不明。